# عبدالماء
عبدالماء (در زبان عربی= بندهٔ آب)؛ موجودی خیالی و ترسناک در فرهنگ عامه مردم عرب خوزستان است.

## دربارهٔ عبدالماء
عبدالماء یعنی بندهٔ آب. به باور عامه این موجود که از همهٔ جهات شبیه به انسان است یعنی دارای سر و دو دست و دوپا و همچنین زندگی خانوادگی همسر و شوهر که بچه‌هایی نیز برای آن‌ها ذکر شده است. به عقیده مردم این موجود دوزیست است و توانایی زندگی در آب و به صورت محدود در خشکی را دارد. رنگ بدن عبدالماء سیاه رنگ و بدنش متشکل از چربی است. ناخن‌های بسیار بزرگ و قوی که جهت مبارزه از آنان استفاده می‌کند. عبدالماء را به شکل سمور آبی، انسان و حتی گربه توصیف کرده‌اند. او در رودخانه‌ها زندگی می‌کند. او به‌محض این که هوا تاریک می‌شود، به سمت خشکی می‌آید و دخترانی را که کنار رود هستند می‌دزدد. گاهی نیز کودکان را به هنگام شنا در آب شکار می‌کند، با خود به عمق آب می‌برد و خون آن‌ها را می‌مکد و آنان را به کام مرگ می‌کشد. به همین دلیل بسیاری از خانواده‌ها کودکان خود را از شناکردن و حتی نزدیک‌شدن به رودخانه‌ها منع می‌کنند. در برخی از روایات او را در هیبت انسان نیز توصیف کرده‌اند. شکل و شمایل کلی او را در کوتاه و سیاه‌بودن، داشتن کلهٔ بی‌مو و بی‌گوش، می‌توان خلاصه کرد. این ویژگی‌ها از سوی پانزده پرسوناژ فیلم کوتاه «عبدالمای دخترکُش» ساختهٔ آقای عباس امینی که روایتی از «عبدالماء» به نقل از مردم عرب آبادان و خرمشهر است، تأیید شده است. مردم عرب جزیرهٔ مینو (صلبوخ) نیز این موجود افسانه‌ای را به خاطر بی‌گوش‌بودنش، لقب ابوصُلمه یا گوش‌بریده داده‌اند. به اعتقاد آنان این موجود افسانه‌ای در مصب رودخانه‌ها زندگی می‌کند و به محض این که هوا گرگ و میش می‌شود، پای به خشکی می‌نهد تا دختران ساحل را بدزدد. اکثر کسانی که او را پرسه‌زنان کنار رودخانه دیده‌اند، تنها بوده‌اند و کمتر کسی در میان جمع پرسه‌زدن او را در کنار رودخانه دیده است. اگر از کسانی که ادعای دیدن آن را دارند پرسیده شود، چگونه این موجود سیاه را در تیرگی شب دیده‌اند، خواهند گفت: چشمان براقش را دیده‌ایم، عده‌ای نیز می‌گویند: «سَمَعْنه صَفْگته» صدای کف زدنش را شنیده‌ایم. چون بر این باورند که او به هنگام بازگشت به آب، دو سه بار کف می‌زند، آنگاه خود را در آب می‌اندازد. جالب‌تر آن که عامل فرار همین موجود سیاه، موجود سیاه دیگری است. از این رو گاومیش‌داران خوزستانی در روزهای آخر زمستان، گاومیش‌های خود را روانهٔ رودخانه می‌کنند تا با فرارسیدن بهار، بدون احساس خطر در آب شنا کنند. واقعیت این است که شاطی یا رودکنار بسیار زیبا و دیدنی و میعادگاه عشاق است و دلدادگان با تابش نور سرخ خورشید بر آب روان رود به هنگام غروب، به بهانهٔ آوردن آب به دیدار یکدیگر می‌شتافتند. این کار آن‌ها گویی نزد برخی غیراخلاقی و سنت‌شکن به‌شمار می‌آمد. شاید یکی از علل خلق چنین موجودی، ترساندن دختران و ممانعت آن‌ها از رفتن به رودکنار آن هم به هنگام غروب باشد.

### نام‌های دیگر
- عبیدالمای
- عَبدُالمای
- عبدالبحر
- عبدالماء
- بابلووی